# Preret
Preret, auch prereret, ist ein Holzblasinstrument mit einem Doppelrohrblatt, das hauptsächlich auf der indonesischen Insel Lombok und ferner bei der muslimischen Minderheit auf der Nachbarinsel Bali vorkommt. Das solistisch und in kleiner Besetzung gespielte Melodieinstrument der Sasak ist für die javanisch-balinesische Musiktradition des klassischen gamelan untypisch; es ist gelegentlich in der Unterhaltungsmusik, bei Tempelfesten der synkretistischen Religion Wetu Telu und in der Musik der orthodoxen Muslime, Waktu Lima, zu hören.

## Verbreitung
Die Form der preret stammt vom persischen Kegeloboentyp der surnai ab, der in weiten Teilen Asiens bekannt ist. Im Mittelalter brachten arabische Muslime surnai in die malaiische Inselwelt, die sich dort mit der neuen Religion entlang der Handelswege unter Namen wie serune in Malaysia oder sarunai in Sumatra verbreitet haben. Die preret ist das in Indonesien am weitesten nach Osten vorgedrungene dieser Doppelrohrblattinstrumente. Während Bambusflöten (suling, saluang) in ganz Indonesien gespielt werden, sind Doppelrohrblattinstrumente aus vorislamischer Zeit äußerst selten. Auf Bali und den östlichen Nachbarinseln von Lombok sind nur wenige Oboen bekannt, im Sunda-Gebiet (Westjava) begleitet eine entsprechende tarompet die in der gesamten Inselregion verbreiteten Kampftänze silat. Der Name selompret für eine in Zentral- und Ostjava selten gewordene Kegeloboe mit 45 Zentimetern Länge steht heute für ein Clairon. Auf der Insel Madura heißt die Kegeloboe saronen und in Südsulawesi puik-puik. Aus der hindu-javanischen Zeit (bis zum 15. Jahrhundert) sind die Namen prereret, pleret, gempret und gemret überliefert.
Heute kommt der Name preret oder prereret für ein Doppelrohrblattinstrument auf Lombok und bei der muslimischen Minderheit auf Bali vor. Im Regierungsbezirk Jembrana an der Westspitze Balis wurde die prereret früher von jungen Männern bei Brautwerbeliedern eingesetzt. Heute begleitet die prereret in Jembrana das Theaterensemble sewo gati.
Die preret ist auch auf Lombok selten geworden. Außerhalb der Insel gab es zumindest bis in die 1970er Jahre auf Bali in den zentralen Bergen und in der östlichen Region Karangasem, wo eine Sasak-Minderheit lebt, prerets in der traditionellen Ritualmusik. Der Instrumententyp wurde aus Lombok importiert. Als weitere Blasinstrumente in der Musik von Lombok gibt es ansonsten nur verschieden große Flöten (suling) und den noch 1972 vorgefundenen, sechs Zentimeter langen Reisstrohhalm gendola, ein primitives Einfachrohrblattinstrument, das zur Tonerzeugungen einen sehr starken Luftstrom benötigt.

## Bauform
Die preret auf Lombok ist ein handwerklich sorgfältig gefertigtes Instrument, das aus einer rund 40 Zentimeter langen, hölzernen Röhre mit sechs oder häufiger sieben Fingerlöchern oben und einem Daumenloch unten besteht. Nach der Form des Schallbechers werden zwei Varianten unterschieden: mit einem aufgesteckten konischen Schalltrichter und mit einem verbreiterten geraden Röhrenende. Tilman Seebass beschrieb 1972 eine preret mit sechs Fingerlöchern aus Merbau-Holz (Ipil) mit einem Schallbecher. Die Rohrblätter (Sasaksprache pelayah) werden aus den Blättern der Lontarpalme (rontal) gefertigt. Als Mundstück dient eine Hühnerfeder, die an der Verbindungsstelle mit einem Faden umwickelt wird. Für die breite Lippenstütze wird eine Aluminiummünze flach geklopft und mit dem Bohrloch in der Mitte über das Mundstück geschoben. Ein anderes Material für die Lippenscheibe ist Schildpatt.

## Spielweise
Prerets werden wie die anderen asiatischen Doppelrohrblattinstrumente mit Zirkularatmung geblasen. Das Instrument bietet deutlich mehr melodische Ausdrucksmöglichkeiten als sie von der menschlichen Stimme auf Lombok zu hören sind. Der größte Teil der Preret-Musik dient der Unterhaltung, in Zeremonien wurde das Instrument früher von Balinesen und Sasak gleichermaßen verwendet und gehörte bis 1993 zur Eröffnungsmusik beim jährlichen Tempelfest des Lingar-Tempels an der Westküste (bei Mataram). Seither wird die preret zeremoniell nur noch von Balinesen bei anderen Tempelfesten in abgelegenen Dörfern gespielt. Laut Aussage eines balinesischen Musikers dient die preret dazu, lokale Gottheiten anzurufen und zu einem Tempelfest einzuladen.
Entscheidend für die Verwendung der Musikinstrumente allgemein auf der Insel ist ihre Einordnung zu einer der beiden grundsätzlichen religiös-kulturellen Traditionen: Die preret gehört zum einen zur vorislamischen, also javanisch-balinesischen Kultur, die durch den balinesischen Hinduismus und eine mit Ahnenverehrung gemischte, volkstümliche Variante des Islam geprägt ist (Wetu Telu, in ihrer selten gewordenen Form in Rückzugsgebieten). Außerdem wird sie von der balinesischen Minderheit, die besonders im Westen von Lombok lebt, gespielt. Neben der Begleitung von gesungener Poesie gehörte die preret in diesem Bereich zum Standard des Wayang Sasak, einem Orchester, mit dem das gleichnamige Schattenspiel (Wayang) begleitet wird, das hauptsächlich zur Aufführung des Sagenzyklus Serat Menak Sasak dient.
Ein anderes Orchester ist das Gamelan Kamput mit zwei melodieführenden prerets, daneben spielen unter anderem eine suling und eine oder mehrere kendangs (Fasstrommeln). Preret und suling tragen die Melodie unisono, aber mit unterschiedlicher Ornamentierung vor. Das Orchester ging früher Hochzeitsprozessionen voraus.
Gamelan Preret ist eine weitere Orchesterbesetzung, bei der das Blasinstrument im Mittelpunkt steht. Strukturierende Instrumente sind kempul (hängender Gong), ceng ceng (Bronzebecken) und kendang. Ferner kommen prerets in Ensembles zum Einsatz, die den Gandrung- und Joget- (Joged-)Tanz begleiten. Diese unislamischen Unterhaltungstänze gehörten früher zu Fruchtbarkeitsritualen im Reisanbau-Jahreszyklus. Die junge Tänzerin mit Fächer singt und fordert Männer aus dem Publikum zum zeitweiligen Mittanzen gegen Zahlung eines Geldbetrags auf. Der Aufführungsstil ähnelt dem Gandrung Banyuwangi der Stadt Banyuwangi an der Ostküste Javas.
Zum anderen gilt die preret als Teil der islamischen Tradition, die im Mittelalter über Sumatra, Sulawesi und Sumbawa nach Lombok kam. Seit Anfang des 20. Jahrhunderts hat sich der religiöse Graben vertieft durch eine von Saudi-Arabien ausgehende strenggläubige islamische Richtung, die auf den in Lombok unter dem Namen Waktu Lima bereits zuvor dominierenden Islam Einfluss genommen hat. Anhänger des Wetu Telu bekennen sich kaum noch öffentlich zu ihrem alten Glauben. Muslimische Ensembles, in denen noch gelegentlich prerets vorkommen können, sind Kecimol und Cilokaq. Kecimol ist eine lebhafte Prozessionsmusik für Hochzeiten mit aus der arabischen Musik stammenden Melodien. Trommeln, Metallophone, Keyboards und Flöten gehören zur Begleitung eines oft mit einem Megaphon ausgerüsteten Sängers, der Liebeslieder intoniert.
Typisch für die islamische Musik Lomboks ist auch der um die Mitte des 20. Jahrhunderts entstandene Stil Ciloqak. Die seichten Melodien sind, wie für Lombok typisch, etwas melancholisch. In beiden Orchestern ersetzen aus der arabischen Tradition kommende rebanas (Bechertrommel oder Rahmentrommel) die aus der javanischen Kultur stammenden kendangs (Fasstrommeln). Hierzu passt die viersaitige Zupflaute gambus und die biola (Violine).

## Sonstiges
Der zeitgenössische Komponist Dieter Mack studierte Gamelan-Musik und betitelte 1983 eine Komposition für Oboe und Klavier mit Preret.